# Antonio Moliner Prada
Antonio Moliner Prada (1948) es un historiador español, especialista en el estudio de la Guerra de Independencia.

## Biografía
Nació en 1948 en la localidad turolense de Segura de los Baños. Catedrático de la Universidad Autónoma de Barcelona, es especialista en el estudio de la Guerra de Independencia. y el proceso de la Revolución Liberal en la España del siglo  XIX (culturas  políticas del liberalismo y pensamiento antiliberal).
Es autor de trabajos como Joaquín María López y el Partido Progresista, 1834-1843 (1988), Revolución burguesa y movimiento juntero en España (1997), La Catalunya resistent a la dominació francesa (1808-1812) (1989), Fèlix Sardà i Salvany y el integrismo en la Restauración (2000), La guerra del francès a Mallorca (1808-1814) (2000), La guerrilla en la Guerra de la Independencia (2004), Documents de la història contemporània d'Espanya (2004), Catalunya contra Napoleó. La Guerra del Francès (1808-1814) (2007), Tarragona (mayo-junio 1811). Una ciudad sitiada durante la Guerra del Francés (2011), La Guerra del Francès a Catalunya segons el diari de Raimon Ferrer (2010-2014), y Episcopado y secularización en la España del siglo XIX (2016),  entre otros.
También ha sido editor de La Guerra de la Independencia en España (1808-1814), La expulsión de los moriscos (2009) o La Semana Trágica de Catalunya (2009), entre otras.